# Двадесет и шести артилерийски полк
Двадесет и шести артилерийски полк е български артилерийски полк, формиран през 1917 година, взел участие в Първата световна война (1915 – 1918).

## Формиране
Двадесет и шести артилерийски полк е формиран през декември 1917 г. съгласно заповед №1174 от 30 ноември 1917 г., състои се от две артилерийски отделения, първото сформирано от Софийски тежки артилерийски полк, а второто от 10-и артилерийски полк. Установява се на гарнизон в с. Карабунар и заедно с 25-и артилерийски полк влиза в състава на 13-а артилерийска бригада. Взема участие в Първата световна война (1915 – 1918). Формира 3-то отделение, което действа самостоятелно. През октомври 1918 г. се установява в Гюмюрджина и е демобилизиран. През декември 1918 г. е разформирован.